# Jizerskohorská železnice
Jizerskohorská železnice je uskupení zahrnující železniční dopravu v celém Frýdlantském výběžku a z Liberce na Jablonec, Tanvald a Harrachov a ze Smržovky do Josefova Dolu. To představuje asi 35 procent regionální dopravy v Libereckém kraji. Součástí Jizerskohorské železnice jsou tyto tratě:
- trať 034 ze Smržovky do Josefova Dolu
- trať 036 z Liberce do Harrachova
- trať 037 z Liberce do Černous
- trať 038 z Raspenavy do Bílého Potoka
- trať 039 z Frýdlantu do Jindřichovic pod Smrkem

## Soutěž na zajištění provozu

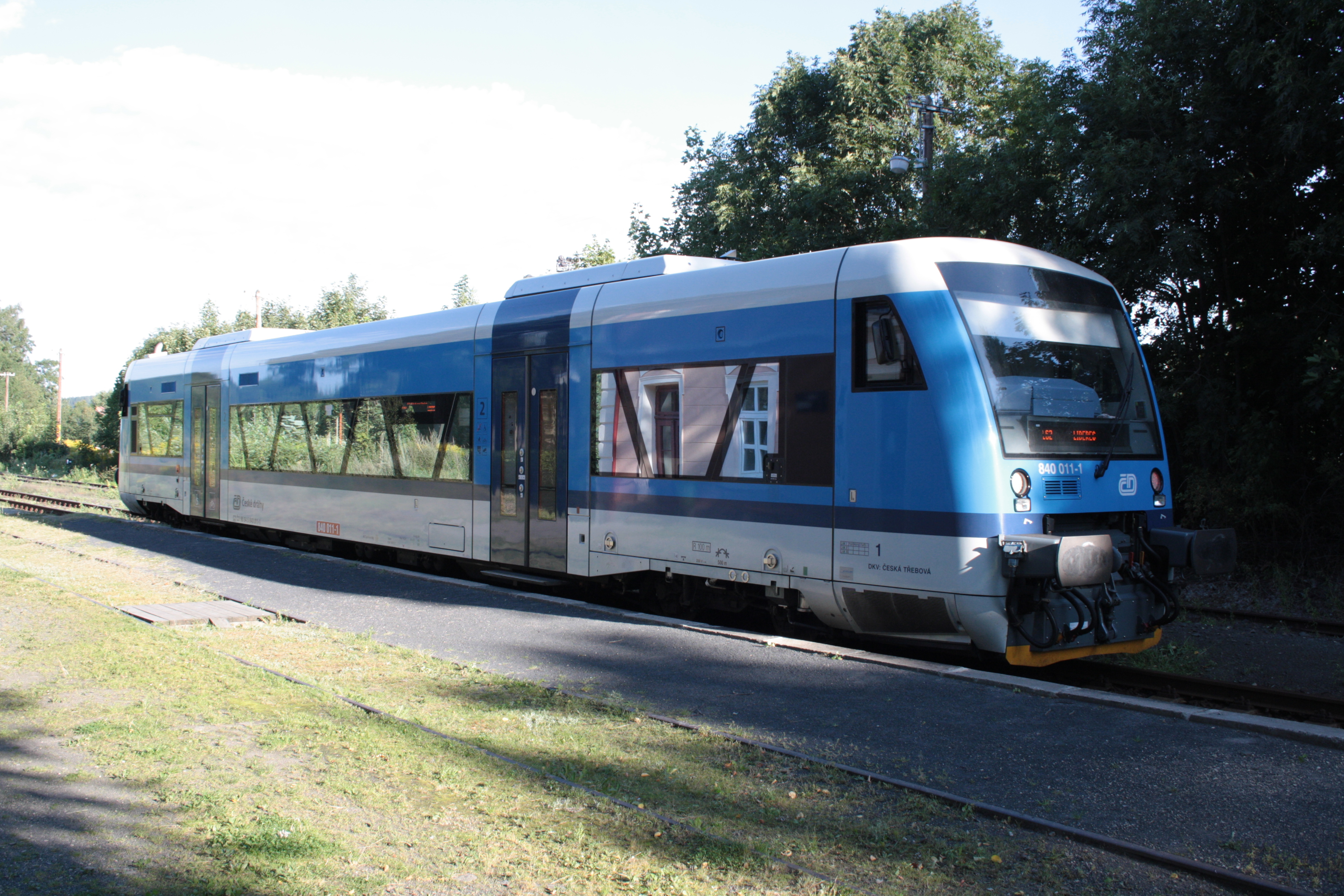
Vlak Regio-Shuttle RS1 v zastávce Bílý Potok pod Smrkem

Liberecký kraj vypsal v roce 2008 soutěž na zajištění provozu na tratích Jizerskohorské železnice. Vítěz soutěže zajišťuje dopravu od roku 2011 po dobu 15 let, tedy do roku 2026. Tak dlouhá doba je zvolena s ohledem na umoření počátečních investic do nákupu nových nízkopodlažních vozidel, která provozovatel musí dle další podmínky soutěže na tratě pořídit. Hlavním kritériem pro výběr vítěze soutěže byla nabídnutá cena a kvalita vlaků.
Do soutěže se přihlásilo pět uchazečů. Byli jimi České dráhy, Arriva, Keolis spolu se Student Agency, Viamont a Railtrans.
Společnost Railtrans byla vyřazena kvůli formálním nedostatkům a v obavách o dumpingové ceny v nabídce Českých drah ze soutěže odstoupila i dvojice Keolis a Student Agency. Soutěž vyhrály České dráhy a od 11. listopadu 2011 vozí cestující na tratích v nových vozech Regio-Shuttle RS1 od švýcarské společnosti Stadler Rail.

## Soudní spory mezi krajem a Českými drahami
Vítězný dopravce se zavázal k nasazení celkem šestnácti souprav na tratě Jizerskohorských železnic. Ovšem dráhy jich nasadily asi jen polovinu s tím, že vozy od výrobce přicházely se zpožděním. Za nesplnění podmínek, k nimž se České dráhy zavázaly, požadoval za prosinec roku 2011 kraj po drahách pokutu ve výši 2,9 milionu korun českých. Dopravce ovšem uznal pouze 700 tisíc a tuto částku kraji poslal. Rozdíl vznikl způsobem výpočtu sankce. Podle smlouvy mají nové vozy obsloužit 96 % spojů na všech linkách, jež jsou zařazeny do Jizerskohorské železnice. Zatímco kraj počítá 96 % na každou linku zvlášť, České dráhy uvažují 96 % ze všech linek Jizerskohorské železnice dohromady.
Za stejný problém, ale za období prvního pololetí roku 2012, požadoval kraj po Českých drahách částku dalších téměř tří milionů. Dopravce za toto období uznal a uhradil jen zhruba šestinu (539 tisíc). Kraj podal na dráhy v obou případech již během roku 2013 žaloby, ale soudům trvalo přibližně rok, než si vyjasnily, který z nich má případ rozhodovat. Oba případy nakonec řešil Obvodní soud pro Prahu 1, který se vždy přiklonil na stranu Českých drah. Kraj ale ani s jedním z rozsudků nesouhlasí a proti rozhodnutí se odvolal k Městskému soudu v Praze.

## Zajištění provozu po roce 2026
V předstihu, na začátku února 2021 začal místní krajský úřad připravovat výběrové řízení na provozovatele železniční dopravy na tratích Jizerskohorské železnice v období let 2026 až 2041. Podle hejtmana kraje Martina Půty začal kraj problematiku řešit v pětiletém předstihu proto, aby stihl připravit výběrové řízení a současně aby poskytl následně vybranému dodavateli služeb časový prostor na přípravu nových železničních vozů. Podle představ krajských úředníků by stávající vozy Regio-Shuttle RS1 měly nově jezdit pouze na tratích v okolí Tanvaldu a na Frýdlantsko by měl vítězný dopravce – s ohledem na tamní ekologické zatížení zplodinami z polských uhelných elektráren – pořídit kompletně nové, nerekonstruované vozy.
V dubnu 2023 bylo rozhodnuto, že v letech 2026-2033 budou jezdit nadále České dráhy motorovými vozy 840 a 841.